# Cephalodella calosa
Cephalodella calosa är en hjuldjursart som beskrevs av Wulfert 1956. Cephalodella calosa ingår i släktet Cephalodella och familjen Notommatidae. Inga underarter finns listade i Catalogue of Life.